# Birger Schmidt
Birger Schmidt (* 31. Oktober 1964) ist ein deutscher Erziehungswissenschaftler, Gründer des weltweit ersten Fußballfilmfestivals 11mm sowie Mitinitiator, Vorsitzender und Projektleiter des Vereins Lernort Stadion. Er  ist Träger des Verdienstkreuzes am Bande der Bundesrepublik Deutschland.

## Leben
Schmidt wuchs auf der Ostseeinsel Fehmarn  im Ortsteil Puttgarden  auf, besuchte in Burg auf Fehmarn die Grundschule und anschließend das Insel-Gymnasium. Nach einer Ausbildung als Hotelkaufmann und dem Zivildienst, den er in Lübeck ausübte, zog er 1987 nach Berlin, um dort Sozialpädagogik und Erziehungswissenschaft an der Technischen Universität zu studieren.
Nach seiner Tätigkeit in der Gewaltprävention beim Fanprojekt Berlin kreierte er im Auftrag des British Council Germany über mehrere Jahre und im Vorfeld der Fußball-Weltmeisterschaft 2006 das Fußballbildungs- und Kulturprogramm „dreams & teams“.
In dieser Zeit wurde er Mitbegründer des Sportkulturvereins Brot und Spiele e.V. und Initiator des ersten Fußballfilmfestivals der Welt, 11mm das er seitdem gemeinsam mit Andreas Leimbach und Christoph Gabler leitet.
Bundesweit bekannt wurde Schmidt und das Filmfest durch seine Initiative, Sepp Maier dazu zu überreden,  privates Videomaterial des Nationaltorwarts der WM 1990 zur Verfügung zu stellen, um daraus einen Film zu machen. „We are the champions – Sepp Maiers WM-Videotagebuch 1990“ feierte daraufhin 2012 bei 11mm mit großem Publikums- und Medieninteresse seine Weltpremiere.
Birger Schmidt lernte in England das Programm „Playing for success“ kennen. Die dort verankerte Idee, Stadien als außerschulische Lernorte für  Schüler zu nutzen, transferierte er nach Deutschland. Die Robert Bosch Stiftung führte daraufhin ab 2009 Angebote der politischen Bildung auch in bundesdeutschen Fußballstadien ein. Die gemeinnützige Stiftung der Deutschen Fußball Liga (DFL Stiftung) wurde Juniorpartnerin und ab 2018 Hauptförderin neben dem Bundesfamilienministerium für Familie, Senioren, Frauen und Jugend. Von diesem Bildungsansatz konnten in den ersten zehn Jahren über 70.000 Jugendliche profitieren. Birger Schmidt leitet seit 2014 als Vorsitzender des Lernort Stadion das Projekt.
Er ist Mitglied der Deutschen Akademie für Fußballkultur und der Jury des Schülerstipendiums „grips gewinnt“ der Joachim Herz Stiftung. Als Lehrbeauftragter ist er an der Alice Salomon Hochschule und der Evangelischen Hochschule Berlin tätig.
Birger Schmidt ist verheiratet, das Paar hat zwei Töchter.

## Auszeichnung
Am 22. Mai 2019 wurde Birger Schmidt zum 70. Jahrestag des Grundgesetzes im Schloss Bellevue von Bundespräsident Frank-Walter Steinmeier „für sein  herausragendes Engagement in der politischen Bildung und bei der Vermittlung der Werte des Grundgesetzes“ mit dem Verdienstkreuz am Bande der Bundesrepublik Deutschland ausgezeichnet.
„Der von ihm initiierte Lernort Stadion hat sich in den vergangenen Jahren bundesweit mit großem Erfolg um die lebendige Vermittlung demokratischer Grundwerte für die Zielgruppe fußballaffiner Jugendlicher verdient gemacht … Auch mit dem von ihm mitinitiierten Fußballfilmfestival „11mm“ zeigt er, wie über das verbindende Thema Fußball gesellschaftliche und politische Fragen vermittelt werden können und Dialoge entstehen – über soziale und kulturelle Grenzen hinweg.“
(aus der Ordensverleihung am 22. Mai 2019)

## Veröffentlichungen
- Narratives Interview. In: Gerd Koch, Marianne Streisand (Hrsg.): Wörterbuch der Theaterpädagogik. Milow, Berlin 2003, ISBN 3-933978-98-X, S. 212f (archiv-datp.de).
- mit Gerd Koch, Stephan Weßeling: ErzählCafés. Einrichtung narrativer szenischer Situationen im Felde einer Hochschule. In: Reiner Steinweg (Hrsg.): Erzählen, was ich nicht weiß. Milow, Berlin 2006, ISBN 3-937895-14-0, S. 87ff.
- mit Stefan Krankenhagen (Hrsg.): Aus der Halbdistanz. Fußballbiografien und Fußballkulturen heute (= Kulturwissenschaft. Band 15). Lit, Berlin 2007, ISBN 3-8258-0194-2, 178 S.
- mit Jan Tilman Schwab: Das Runde muss aufs Eckige. In: Zehn Jahre DFB – Kulturstiftung. Nationale DFB-Kulturstiftung WM 2006, Frankfurt 2016, DNB 1152850237, S. 42–45 (dfb.de).